# Pastrana (Leyte)
Pastrana is een gemeente in de Filipijnse provincie Leyte op het eiland Leyte. Bij de laatste census in 2007 had de gemeente ruim 16 duizend inwoners.

## Geografie

### Bestuurlijke indeling
Pastrana is onderverdeeld in de volgende 29 barangays:
| - Arabunog - Aringit - Bahay - Cabaohan - Calsadahay - Cancaraja - Caninoan - Capilla - Colawen - District 1 - District 2 - District 3 - District 4 - Dumarag - Guindapunan | - Halaba - Jones - Lanawan - Lima - Lourdes - Macalpiay - Malitbogay - Manaybanay - Maricum - Patong - Sapsap - Socsocon - Tingib - Yapad |

## Demografie
Pastrana had bij de census van 2007 een inwoneraantal van 16.008 mensen. Dit zijn 1.657 mensen (11,5%) meer dan bij de vorige census van 2000. De gemiddelde jaarlijkse groei komt daarmee uit op 1,52%, hetgeen lager is dan het landelijk jaarlijks gemiddelde over deze periode (2,04%). Vergeleken met de census van 1995 is het aantal mensen met 1.566 (10,8%) toegenomen.

De bevolkingsdichtheid van Pastrana was ten tijde van de laatste census, met 16.008 inwoners op 86,35 km², 185,4 mensen per km².